# Моравска звезда
Моравска звезда је осветљени украс за адвент, Божић или Богојављење који представља Витлејемску звезду. Моравска звезда је популарна у Немачкој и на местима у Европи и Америци где постоје моравске хришћанске конгрегације, посебно у долинама Либана и Лиха у Пенсилванији и области око Винстон-Салема, Северна Каролина. Име звезде настало је по Моравској цркви, пореклом из области Моравске. У Немачкој су познате као Хернхут звезде, назване по Заједници Моравске мајке у Саксонији, Немачка, где су први пут комерцијално произведене.
Фроебелове звезде, које су папирни украси направљени од четири пресавијене траке папира, понекад се нетачно називају и моравским звездама, између многих других назива.

## Историја
Познато је да је прва моравска звезда настала 1830-их у Моравској мушкој школи у Ниескију, у Немачкој, као лекција или пројекат геометрије. Прво се помиње звезда са 110 тачака за 50. годишњицу Paedagogium (класичне школе за дечаке) у Ниескију. Око 1880. године, Петер Вербеек, бивши ученик школе, почео је да ставља звезде и њихова упутства за продају у својој књижари. Његов син Хари је основао фабрику звезда Херрнхут, која је била главни извор звезда до Првог светског рата . Иако су биле тешко оштећене на крају Другог светског рата, Фабрика звезда је наставила са њиховом производњом. Накратко преузета од стране владе Источне Немачке 1950-их, фабрика је враћена компанији Абрахам Дурнингер у власништву Моравске цркве, која наставља да производи звезде у Херрнхуту. Од тада су се појавиле и друге компаније и групе које стварају звезде. Неке моравске скупштине имају чланове скупштине који граде и продају звезде као сакупљачи средстава.

## Културни значај
Звезда је убрзо усвојена у целој Моравској цркви као адвентски симбол. У то време, моравске заједнице су биле насељене искључиво Моравцима и црква је поседовала и контролисала сву имовину. Свакодневни живот је био усредсређен на хришћанска веровања и није било разлике између световног и светог, чак ни у њиховим свакодневним активностима. Све се сматрало богослужењем. Није требало дуго да звезде од забаве за децу пређу у занимање скупштине.